# 野沢雅子
野沢 雅子（のざわ まさこ、1936年〈昭和11年〉10月25日 - ）は、日本の声優、女優、歌手。東京都荒川区日暮里（現・東京都荒川区）出身。青二プロダクション所属。劇団ムーンライト主宰。日本俳優連合副理事長。
声優としての代表作に『ゲゲゲの鬼太郎』（鬼太郎）、『いなかっぺ大将』（風 大左衛門）、『ど根性ガエル』（ひろし）、『銀河鉄道999』（星野鉄郎）、『ドラゴンボール』シリーズ（孫悟空、孫悟飯、孫悟天）など。

## 来歴

### 初期のキャリア
東京府東京市荒川区日暮里で生まれる。叔母の佐々木清野が松竹の女優だった縁で、3歳の時に子役として映画デビュー。元々はやりたくてやっていたわけではなく、野沢が物心付く頃には佐々木は引退しており、映画界で野沢に自分の跡を継がせたかったらしいという。最初に出演していた映画は題名も覚えておらず、母子の愛情を描いた「母もの」が多かったという。当時は児童劇団には所属していなかったという。小さい時から、踊りなどのわりと芸事が好きであり、父が後述の通り画家だったことから、三味線などそういうものを習わせたという。演じる面白さに気が付いたのは小学1年生の学芸会で、拍手をもらうことが嬉しかったという。
仕事をしているという意識はなかったが、父母が歌舞伎、新派の芝居が好きで連れていかれたためか、子供の頃から、「将来は女優になるんだ」と心に決めていた。映画、ラジオドラマに出演したりと、芸能活動は続けていた。しかし、女優の仕事は父の意向で学校が休みの時限定だった。アレルギー体質もあり、体が弱く、父が尾瀬を描いた作品で日展に入選、その縁で、1944年、戦時中の空襲を避けるため、群馬県利根郡（現・沼田市）に移り住み小学3年生から高校卒業までを過ごす。はっきりと「役者になりたい」と思ったのは小学3年生の時だったといい、ある日家に姿見があり、その鏡で自分の姿を見てその時に初めて「役者になりたい」と思ったという。しかし小学校高学年になった時に、医者になりたくなったという。高校時代の頃、父に医者になりたいことを話したといい、当時は外科医になりたかったという。中学の時に劇団に入り、学校が休みになると東京で女優の仕事を行うという日々を送る。
高校は群馬県立沼田女子高等学校に在学のち卒業。高校生時代は、バスケットボール、陸上競技、ソフトボールなどのスポーツに励む生徒だったという。高校1年生の時に映画界入りさせたかった叔母が諦めて、NHKのプロデューサーを紹介したことで劇団東芸に入団し、研究生となる。前々からNHKのドラマ「おいらの町」に出演したりとテレビの仕事をしており、そのプロデューサーの紹介で特別に劇団に入れてもらった（本来は入団試験があるが、プロデューサーが「夏休みや日曜日しか参加できないけど、芝居が好きでやりたいらしい。とにかく卒業したら本格的にやりたいというので、なんとか入れてくれないか」と話してくれて、劇団の社長も入団をOKしてくれたという）。父は「もう学業はちゃんとしなくちゃいけない、休んではいけない」ということで、内緒で入団したという。初舞台は菊田一夫作『堕胎医』。
高校在学中は、父のいいつけを守り、学業優先で学業に励むかたわら、時間を作っては劇団の稽古場へも通っていたという。公演の際にも、「舞台に立ちたい」という逸る心を抑えて、小道具作り、効果音作りなどの裏方の手伝いとして参加していた。
高校3年生になり、大学進学か、女優の道か進路の選択を追られていた。父が、花嫁修業を兼ねて大学の家政科に進んでほしいと思っているのは、うすうす気づいていたが、野沢は女優の道、舞台の世界へ足を踏みだす決心をしていた。女優の世界へ導いていた叔母も、「舞台女優は収入が得られないから」と、猛反対していた。しかし野沢は知人に紹介してもらった劇団にこっそりと何度か顔を出しており、舞台の魅力に取りつかれ、意志は揺らがなかったという。
夏休み、休日を中心の活動だったが、高校卒業と同時に、父の許しを得て、上京し本格的に芝居に打ち込むようになる。早稲田大学の演劇科へ行こうという気持ちもあったが、父から「早稲田に行くんだったら劇団に入るのはやめなさい。学校生活では学校のことをやりなさい」と言われ、大学に行く4年間を劇団活動に費やした方がいいと決めた。劇団に入ってから「10年たっても生活できなかったら、そこでまた考えて、すぱっと辞めるか、そのまま続けるか決める」と父と約束し（もっとも、当時から仕事をしており、かなり収入があった）、「10年も役者をやり抜くとはたいしたもんだ。10年間劇団の生活は見よう。自分に何かあったら母に言えば大丈夫なようにしておこう」と言ってもらえた。若い頃から交流のあった白石冬美の談話によると、元々は演出家志望だった。

### 声優として
また、劇団の経営を支えるため、10代の終わり頃には声優業も始める。その時の洋画は少年が多く、プロデューサーが「女性の声帯が少年に近いのでは」と言っており、そのオーディションに合格し、職業としての声優に足を踏み入れたという。当時は声の吹き替えは録音ではなく生放送だったため、初仕事が洋画の吹き替えであるのは覚えているが、正確な声優業デビュー作品は本人も覚えておらず不明である。
アニメデビュー作は、『鉄腕アトム (アニメ第1作)』のゲスト出演。レギュラーではないが、毎回、少年役などを担当していたという。レギュラーでは『宇宙パトロールホッパ』のプー役。初主演作は『ゲゲゲの鬼太郎（第1作）』（鬼太郎役）となる。
アニメのレギュラーが増え舞台への出演が減った頃富田耕生に呼ばれ、後の青二プロダクションの社長である久保進から「独立して事務所を作りたい。マコにも来てほしい」と誘われる。当初は「劇団で過保護に育ってるしプロダクションの生活はしたことないため不安、それに舞台もやめられない」と答えたが「面倒は自分たちで見るし、舞台も続けてくれて構わない」と言われ劇団と相談し東芸と新事務所の青二の両方に所属し始めた。しかし、声の仕事が忙しくなったため舞台ができなくなり、結果的に劇団を辞めた。
1979年、青二プロダクションの分裂騒動の際には、創設メンバーの一人でありながらぷろだくしょんバオバブの設立に関わった。青二プロダクションからバオバブへ移ったのは、当時野沢は青二の株主で株主総会が夜遅くかかり、娘や母のためになるべく早く帰りたかったためである。青二の株は社長の久保が引き取ってくれたが、「マコにやめられるっていうのは、夫婦で夜、一つの布団にいっしょに寝て、朝目が覚めたら女房にいなくなられたような感じなんだよ」と言われ、申し訳ないことをしたなと思ったという。
同年、翌年のモスクワ五輪応援歌としてめざせモスクワを富山敬や神谷明、水島裕、野沢ら16人で構成されるバオバブ・シンガーズ名義で歌唱した。
1981年、バオバブが軌道に乗った頃、イベント企画部門として作られた81プロデュースが独立、当時マネージャーだった南沢道義が責任者となりバオバブを辞める。一方野沢はバオバブでは養成所を作る手伝いをしていたが、ゴタゴタがあり仕事を降りる。しかし、仕事を降りたことが「喧嘩している」と噂になってしまい、青二の久保から「俺が南沢に話をしとくから、南沢のところへ行きなさい」と言われ、1年半後に81プロデュースに移籍。長きに亘って在籍したが、2006年4月1日に「オフィス野沢」を設立し独立した。この際、声優活動をしていた当時は野沢との共演も多かった吉田理保子がマネージャーを担当していた。
2004年にはアニメがビデオ・DVD化された際に音声制作会社に声の使用料の支払いを求め、野沢は声優361人を代表して原告団長として訴訟を起こし勝訴している。

### 現在まで
2012年4月1日より青二プロダクションに復帰、同年4月30日にオフィス野沢を廃業した。
同年、東京アニメアワード2012第8回「功労顕彰者」声優部門を受賞。
2013年、第7回声優アワード「功労賞」を受賞。
2014年、東久邇宮文化褒賞を受賞。
2017年1月31日、バンダイナムコエンターテインメントの『ドラゴンボール』関連のゲームで主人公・孫悟空の声優として「ひとつのビデオゲームのキャラクターを最も長い期間演じた声優」「ビデオゲームの声優として活動した最も長い期間」の2項目でギネス世界記録に認定されたことが明らかになった。また、同年5月16日には、前年に短編アニメ映画『風のように』で主人公・三平役を演じたことから、第26回日本映画批評家大賞のアニメーション部門声優賞を受賞。
2018年、長年の声優活動を通じて児童文化の向上や普及に努め健全育成に貢献してきた実績が認められ、「平成30年度 児童福祉文化賞 特別部門」を受賞。
2023年、第71回菊池寛賞を受賞。
2024年、『ドラゴンボール』の孫悟空の声など長年の功績により第66回毎日芸術賞特別賞を受賞。

## 人物
声優業の創生期から活躍しており、青二プロダクション創設メンバーのひとりでもある。現在は劇団ムーンライトの主宰・演出も手がけている。
父は画家の野沢蓼洲（のざわ りょうしゅう）。母は野沢鶴。両親とも江戸っ子だった。叔母は松竹の女優である佐々木清野。両親からは「まあちゃん」と呼ばれていた。
母親とは戸籍上では血が繋がっておらず、母が最初に結婚した際に流産してしまい、父と再婚しても子供ができなかっため、「野沢の血を絶えてしまってはいけない」ということで、他の女性と子供を作ったという。野沢は高校生くらいの思春期の頃、戸籍謄本を見て「養女」となっておりショックを受けたが、父からは「母は近所で有名なおしゃれできれいな人で家事をしなかったが、あなたを連れてきてからなりふりかまわずみんなが驚いたくらい夢中になって育てたんだよ」と言われ、母からも「あなたを産む時にお腹を痛めなかったけど、私が産んだ娘だとずっと思っている」と言われて野沢は「この人以外に私の母はいない」と強く思った。母や父は産みの親を大切にしており、家にもよく泊まりに来ていたという。
25歳の時に娘を出産。『週刊TVガイド』1969年4月4日号でのインタビューで、当時幼稚園児だった娘に対しての子育てについて「ものの良し悪しは自分で覚えるものと思うので、自分は干渉せず、何事も自分でやらせようという方針」と語り、“アンチ教育ママ”を自称していた。
独身時に劇団仲間と車で移動中にバイク事故を目撃する。全員が「あのバイクに乗っていた人は死んだ」と思う程の激しい事故だったが、その当該者が後に夫になる塚田正昭だった。
一人っ子である。
子供の頃は原っぱで男の子の中に一人混じってチャンバラをしているような下町っ子であり、いじめっ子の男の子をこらしめたりなど男勝りな性格だったという。田の中勇からは「男の僕からしても男らしかった」「感覚が下町っていうか、本当に男の子だった」と言われていた（野沢は田の中を「タノ子」と呼んでおり、田の中も野沢を「雅男」と呼んでいたという）。
影響を受けた役者はいないが、ただ好きで尊敬する女優である杉村春子、山岡久乃、奈良岡朋子たちの芝居はよく見に行っていたという。
趣味は計画無しのドライブ旅行、スポーツ観戦。
好きな言葉は「自由、夢、ハプニング」。

### 姿勢
新人時代、当時のアフレコ環境はまだ録音機材が充実しておらず、収録中のNGは全て最初からの録り直しとなった。そのため、NGを出すと「（申し訳なさで）気を失いそうになった」と回想しており、簡単にNGを出す最近の若手声優に対し「緊張感が足りない」「『NG大賞』なんて、当時の感覚からしたら信じられない」との考えを持っている。
「声優以前に俳優である」という考えから、デビュー間もない頃は“声優”と呼ばれることには抵抗があり、インタビューのたびに「舞台女優です」と訂正を求めていた。現在は「“声優”と呼ばれることには抵抗がなく、むしろ誇りに思っている」と語っている。元々声優志望ではなくテレビアニメは仕事のひとつという意識だったが、アニメの仕事が増えていき、『宇宙パトロールホッパ』などレギュラーの仕事を持つようになってからは楽しいという気持ちが大きくなっていった。洋画の吹き替えは生身の人間の芝居から極端に外れることはできないがアニメは無から有を作れるため自由自在にすごく楽しく演じられるといい、この頃から「私は声優です」と言えるようになってきたのだという。また、「キャラクターのイメージを壊す」という理由で、テレビの顔出し出演を拒む声優が多い中、アニメ関連に限らず、バラエティ番組などにも本人登場で出演することがある。
「役に入り込むこと」と「役を演じ分けること」に必要なのは自分の引き出しを増やすことだといい、日常生活のウォッチングとリスニングが大事だという。声優を目指す者に対しては読書を通じて想像力を養ってほしいと語っており、上品な言い回しが苦手な若手声優も目立つため日頃から読書や人間観察を続けることで解決できるとアドバイスを送っている。また「他人の評価を気にせず、見栄を張らないこと」、「こうしたら上手に聴こえるかな？などと考えてはダメ。大切なのはハートです。上手な言葉ではなく生きた言葉を発してほしい。技術なんてものは、後からいくらでも成長します。だからこそ、ハートのこもったセリフを心掛けてください」とも語っている。また、演じ分けに関しては1979年の時点で「そういうことは別に考えないですね」と答えており、「役にすっとはいっていけるタイプなので、その役に没頭したとき自然にその役柄になっているようです」という。
『タイガーマスク』に出演していた頃、貰い火で自宅が半焼した際には「仕事に穴を開けるわけにはいかない」と、近所から服を借りてスタジオに行き、火事のことはスタッフ・共演者の誰にも告げずにアフレコに臨んだことがある。また、草尾毅は「体調が悪くても、一言も弱音を口にしない方」と語っている。
『いなかっぺ大将』では愛川欽也と二人でアドリブを多く入れていた。ただし、「生きたお芝居をするのと、私が好き勝手するというのは違う。私の勝手な解釈で勝手な流れを作ったら原作者の方にも失礼」という考えから、アドリブは時々はするがあまりやらないようにしているという。
「今までやった役でどの役が好きですか？」という質問には、「自分が演じた役はどれもかわいい」としつつも、「しいてあげるなら『ゲゲゲの鬼太郎』（第1・2作、墓場鬼太郎）の鬼太郎、『銀河鉄道999』の星野鉄郎、そして『ドラゴンボール』の孫悟空の三つ」と語っている。この3作は全て原作者によって選ばれた役である。
2012年時点では「今はどこまで続けたい、何歳までやりたいという目標はなくて、私はいつもギネスブックに載るまで続ける」と語っていたが、2019年には最低でも100歳まで現役でいたいと発言している。

## 特色・役柄
声種はアルト。

### 少年役
洋画を生アフレコでテレビ放送することになったが、当時の吹き替えは録音ではなく生本番でプレッシャーのかかる仕事なため子役を使えず、解決策として「女性の声帯が子供に近いのではないか」という番組プロデューサーの意見でオーディションが行われた結果、野沢が選ばれた。以降、少年キャラの吹き込み、吹き替えは女性が担当する風潮が定着し、少年役の依頼が多くなった（後に出てきた神谷明が『荒野の少年イサム』『バビル2世』と2度も主役の少年役を務め、今でも神谷とはこの話になると苦笑し話題が絶えないという）。
アニメ『ドラゴンボールZ』では孫親子3役をはじめ劇場版・TVスペシャルを含めると計6役を、アニメ『もーれつア太郎』では一人13役、後にOVA作品『戦ー少女イクセリオン』においては1人4役を演じており、役により声の抑揚、高低、強弱などを全て使い分けている。
少年役を演じる時は、役者は着ているもので気持ちも、歩き方も心構えも変わることからスカートをはいて行っておらず、常に動けるように必ずズボンという。

### 女性・老女役
少年役以外では中年女性や老婆役を演じることが多い。
アニメで唯一の美女役に『愛少女ポリアンナ物語』のバレー役をあげており、オーディションで受かってとても嬉しかったという。
洋画吹き替えでは、『普通の人々』（テレビ朝日版）のメアリー・タイラー・ムーアや『ミッシング』（日本テレビ版）のシシー・スペイセク、『ナショナル・トレジャー リンカーン暗殺者の日記』のヘレン・ミレンなど母親役や中性的な雰囲気の女性を担当している。野沢が思い入れ深い映画はフェイ・ダナウェイを吹き替えた『ネットワーク』（機内上映版）であり、「息遣いが自分と全く一緒でとてもやりやすかった」という。また、ベッドシーンもいやらしくなく演じており、本当に素敵な芝居をする女優だと評していた。

### 少女役
インタビューなどで「お姫様の役をやってみたい」と度々発言しているが吹き替え・アニメを通し、『オズの魔法使い』のオズマ姫が、主要キャラクターでは唯一のお姫様役である。しかし、オズマ姫は少年の姿で登場し、最後に元の少女の姿に戻るという役どころであり、実質的には少年役とも言える。
数少ない少女役として、他には、人形劇『ざわざわ森のがんこちゃん』では、カエルの女の子のケロちゃんを、『あしたのジョー』第69話では、牧場の娘・桧山ユリを、『アタックNo.1』では、卑怯で気が強い女子高生・飛垣を演じた。また飛垣の他にもサブキャラクターで女子高生役を演じている。また、ラジオ番組『野沢雅子がよむこどもの詩 きのう・きょう・ずーっとあした』では少年役のほか、少女役も演じている。

### ゲゲゲの鬼太郎
『ゲゲゲの鬼太郎』は何度も音声・映像化されているが、テレビまんが版を含めて初めて鬼太郎の声を担当し、また野沢にとっては初めての主演であった。鬼太郎の人気とともに、「テレビアニメにおける少年役の声優」として、その地位を確立していた。放映当時、原作者の水木しげるの趣味の「墓場の散歩」に触れ、「私もお墓を散歩するのが好きなんです」とコメントしている。後に出演した『オールナイトニッポン』でも非常に思い入れの深い役として、時には鬼太郎になりきりながら軽快に語っていた。目玉おやじ役の田の中勇、ねずみ男役の大塚周夫とは元々同じ劇団であり、同じ舞台を何度も超えてきた仲間だったため最初から息はピッタリだったという。
記憶に残っているエピソードに第1作31話「もうりょう」と第1作7話「幽霊電車」、また印象に残っている妖怪にたんたん坊を上げていた。また鬼太郎の世界は断然第1作が好きだといい、「モノクロの方が鬼太郎の世界の非常に大切な要素である怖さやおどろおどろしさが生かされると思う」と語っている。
鬼太郎以外で好きなキャラクターにはねずみ男を上げており「調子よくて生き方が楽ですよね。人間ちょっとかっこつけたい部分があるじゃないですか、あの人にはない。思いっきり全部出しちゃいますよね。だから好きなんです」とのこと。大塚周夫のねずみ男の演技は灰汁が強いため、鬼太郎以外ではねずみ男を演じてみたいと語ったこともある。
第3作以降においては、キャストが一新され、鬼太郎役はその度新キャストとなっている。キャスト変更を当初はがっかりしたが、その後『ドラゴンボール』で孫悟空役に決定した際、当時は「同じ局系列で2作品の主役はできない」という不文律があり、この件がなければ孫悟空を演じることができなかったため、「結果として野沢雅子のアニメ史に『ドラゴンボール』という作品が一つ増えた」「巡り合わせや出会いは何が幸運になるか分かりませんね」と振り返っている。新作の『鬼太郎』が放映されると、必ず第1話を見るという。なお、第3作で鬼太郎役を演じた戸田恵子は大先輩の役を引き継ぐということでプレッシャーを感じていたといい、40周年映画で歴代のキャストが勢揃いした際は「野沢さんが来るからオファーを受けた」と冗談めかして語っている。
2007年8月にNHKにて放送された『鬼太郎が見た玉砕 〜水木しげるの戦争〜』では、短いシーンの登場であるが数年ぶりに鬼太郎の声を演じ、2008年放送の『墓場鬼太郎』で再び主役を担当した。この際、デザインも性格も以前のものと違う貸本時代の不気味な鬼太郎を見て、最初は驚いたがすぐに入っていくことができ、「可愛い」と思ったという。『墓場鬼太郎』の鬼太郎を「原点なので、ネジが何本か抜けている鬼太郎」と評していた。本来の鬼太郎に関しては「ガキ大将の優等生」、「正義感が強く、普通の可愛い男の子」と考えているという。
2017年12月公開の映画『映画 妖怪ウォッチ シャドウサイド 鬼王の復活』では、コラボ企画として作品にゲスト登場する鬼太郎の声を演じた。
「もし6期のオファーが来たら引き受けたい」と語っていたが、2018年4月開始の第6作では、これまでテレビシリーズでは田の中勇が担当して来た目玉おやじの声を担当する。オーディションで役に決まったことについて野沢は「親子をできるなんて最高に幸せ。背伸びせず気張らず私なりの父親を演じていこうと思っています」と語っている。

### 銀河鉄道999
アニメ化の際、キャストのオーディション選考で居合わせていた原作者の松本零士が野沢の声を聞いて「この声だ」と、星野鉄郎役に決定した。
原作のコミックはオーディションの前は読んでおらず、役柄はいつも出会った時の第一印象を大切にしていたという。それがよかったのかどうかは分からないが、合格したという。
本作が放送された3年間は平日にレギュラーの仕事をこなし、土曜日から月曜日までは地方のイベントに出席、そして急いで戻り、また月曜日から金曜日までレギュラーの仕事という、最も多忙だった時期だと振り返っている。
オーディション前に鉄郎の見た目を初めて見た当初、おせじにもかわいいと言えないと思っていたが、最初の録音の時までに自分の分身のように思えてきたという。また、劇場版で15歳になり、テレビシリーズとは見た目が大きく変わった鉄郎を見た際はかっこよすぎると思ったが、動き始めた鉄郎を見てやっぱり鉄郎だと思ったという。
劇場版のラストの鉄郎とメーテルが別れるシーンは収録の際、野沢は泣き出してしまい、一緒に居合わせていた共演者の井上真樹夫や他のスタッフ、松本零士も涙ぐんでいてなかなか進まなかったという。メーテル役の池田昌子もこのシーンを演じている野沢は辛かったろうなと思い、一緒にいた自分も辛かったというが、「でもあの演技は彼女だからできた演技だと思います」と語っている。池田とはプライベートでも仲良い。『銀河鉄道999』で意気投合して、「メーテル」「鉄郎ちゃん」と2004年時点でも呼び合っているという。

### ドラゴンボール関連
アニメ化の際、メインキャラクターのキャスティングはほとんどが指名だったため、オーディションで決まったのは野沢とブルマ役の鶴ひろみだけだった。選考は役者の名前シールを外したテープを聞いて行われ、当時、声優に詳しくなかった原作者・鳥山明が野沢の演技を聞いて「絶対にこの人！」と感じたことで決まったという。後に鳥山はプロデューサーに野沢の演じた役を教えてもらい「ボクですら知ってるような有名なキャラクターばかり」と驚いたという。また「他にも何人か聞かせてもらったがもうこの声以外には考えられない」と思ったと語っている。
鳥山に選ばれたことを知った野沢は、作品の世界を描いている原作者に認められたことがとても嬉しく、悟空役は「宝物だ」と思ったという。それから25年以上経て、映画『ドラゴンボールZ 神と神』の時に野沢は初めて鳥山本人に確認する。鳥山は「すぐに決めた」と言い、次に「ギャラ高いでしょ」と聞かれる。鳥山は、野沢に決めた後も制作陣から他の声優を何人も薦められていたのだという。「その話は初耳だった」と野沢は語っている。なお、野沢は前々から『Dr.スランプ』を見ており「発想がすごく翔んでる」と思っており、鳥山作品には一度出たかったという。最初に悟空を見たときは「尻尾が生えているのがかわいい」「決して二枚目ではないけど自分の分身のような気がした」とオーディションに臨んだという。
その時点での役柄になりきるため、事前に原作を読まずにアフレコに挑んでいた。スタジオにいるスタッフや共演者が、原作の先の展開を話そうとすると「野沢さんは読んでいないから」と止めが入っていたという。また、出演者には、野沢に同調する形で、原作を読まずにアフレコに挑むメンバーも多かった。
悟空たちの代表的な必殺技かめはめ波を放つシーンの収録では、野沢自身もポーズを取りながらの演技で「スカートだと足が開けなくて気合が入れられないため、いつもパンツスタイルで臨んでいる」とのことである。
フランスでも同作が大ヒットし、現地テレビ局にゲストで招かれ、フランス版の声優と共演する企画があった。その際、コンマ秒単位でセリフを合わせるアフレコ技術を披露した。また、復活の「F」のアメリカプレミアの際、インタビューに答え、着ぐるみの孫悟空と北米版の孫悟空役の声優であるショーン・シュメルと3人でかめはめ波のポーズを披露した。
同シリーズで次回予告の前フリである「オッス、オラ悟空！」というセリフは、野沢のアドリブによるものである。

#### 本放送以外での悟空の声について
1989年頃、野沢の小学生の姪が、友達に「伯母が悟空の声を担当している」と言ったが、なかなか信じてもらえず声を聞かせてとなったため、野沢に電話を掛け「友達に悟空の声で自己紹介をして欲しい」と頼み込んできた。普段は仕事以外で悟空の台詞を喋ることは断っていたが、可愛い姪の頼みとあってこれに承諾し、電話に出た友達に「オッス！オラ悟空！よろしくな」と言った。姪は本当だと証明できて大喜びだったが、野沢にアニメのキャラクターの台詞を頼んではいけないのは親戚内では暗黙の了解となっており、姪はこれを知った母親にひどく叱られたため、以後は同様の出来事はなかったという。バラエティ番組『トリビアの泉 〜素晴らしきムダ知識〜』でこの出来事を取り上げた際に「野沢雅子はドラゴンボールがなくても願いを叶えていた」と形容された。
林原めぐみは『ドラゴンボール』放映時、作品の大ファンだった甥の偏食を見かねて、野沢に頼んで孫親子3人から甥へ「野菜を食べて強くなろう」と語りかけるメッセージテープを作成したが、甥は「ヤダ!」と拒否し、林原は「あんたは悟天君が言っても食べないの!?」と叱ったという。
また、共演者だった内海賢二の逝去の際、孫悟空の口調で「オッス、オラ悟空。おめぇ、どうしたんだよ。神龍だろ? こっちの世界に来いよ。頼むぜ、みんなを見守ってくれよな。」と涙ながらに語りかけた。また、鶴ひろみのお別れ会での発起人としても務めた際、孫悟空の口調で「オッス、オラ悟空だ。ブルマ、いっぺぇいっぺぇそっちで、楽しんでくれよな。」とメッセージを寄せた。

#### 演じ分けについて
悟空の息子の悟飯も演じることを『ドラゴンボールZ』第1話のアフレコ収録当日に知らされ、更には悟天までとは全く考えてもいなかったため非常に驚いたという。スタッフは「悟空の子供だから野沢さんで」と決めたとのこと。
「3人は一見似ているようだけど育った環境が違うので、そんなに大変ではないし、絵を見るとすっと役に入れる。悟空と悟天はやや似ている部分があるが、悟天には親がいることで違いを出している」とのことである。悟飯が大きくなってきた時は悟空と似すぎないよう気をつけたという。また成長した悟空に関しては「生々しい大人の男性じゃなくて、世間のことを知らない年齢不詳の感じでやっています」とのこと。
一人が複数のキャラクターを演じる場合、二人目は別録りするのが基本であるが、野沢は台詞が重複する場面以外は、瞬時に切り替えながら通したという（この野沢のテクニックには、当時のスタッフも驚いたという）。なお、「1度も代役は入れずに、3人を演じきれたことを誇りだ」と語っている。思い入れが一番強いのは悟空で、特に尻尾が生えているときが好きであり、「悟飯・悟天は父親の悟空の血を継いでいて可愛らしい」と語っている。
劇場版『ドラゴンボールZ 地球まるごと超決戦』では、悟空、悟飯、ターレスの一人三役を演じた。脚本家の小山高生は「野沢を困らせてやろうと、故意に3人の会話を増やしたが、まったく動じることない演技に驚いた」と述べている。共演者からも「凄かった」「見どころ」と評され、野沢も「役者として最高に幸せです」と述べている。ただし、近年は共演した後輩から「マコさんがやっちゃうとみんなもできると思われるから、やめてください」と言われ別々で撮っているという。
2人の声優が同時に声を発する合体キャラクターを演じた時も同時収録だった。トランクス役の草尾毅やベジータ役の堀川りょうがそれぞれ画面を見て喋り、野沢が相手の口の動きに合わせて喋っていた。本人曰く「そういうのは得意」であり、2014年に収録されたアートネイチャーのCMでは中尾隆聖と同時発声で演じた。

#### お気に入りのシーン、キャラクターなど
野沢自身が印象に残っているシーンは『ドラゴンボール』1作目のアニメオリジナルシーンにて、悟空がスノの家でトイレに行った時、レッドリボン軍にドア越しに銃で撃たれ「いててて!」と言って出てくる場面を挙げている。後年でも好きなシーンとして挙げている。アフレコで特に思い入れがあったシーンとしてクリリンがフリーザに殺され、悟空が激怒する場面を挙げている。
悟飯のエピソードで好きな話は、アニメオリジナルストーリーである、悟飯とロボットの交流を描いた『ドラゴンボールZ』の9話「ゴメンねロボットさん 砂漠に消えた涙」だという。キャストが野沢と、ロボット役の塩屋浩三と、ナレーションの八奈見乗児の3人のみという回は初で、制作サイドでは反対意見も出たが、視聴者からは「感動した」という手紙が多く来たという。塩屋も印象に残っている話として同じく『ドラゴンボールZ』第9話を挙げている。
悟空以外で好きなキャラクターにピッコロを挙げている。印象については「最初は大魔王と違い、すごく憎たらしくてキザで、なんて嫌な奴だと思っていたが、段々と良い人になっていた」と語っている。幼い悟飯をピッコロが指導する際に、初代チチ役の荘真由美と共にピッコロ役の古川登志夫に対して「あまり悟飯ちゃんを苛めないでね」と注意して苦笑させていたが、時にはアフレコでそのシーンを見ていく内に腹が立ち「いい加減にしてくれない!?子供相手に」と叱責して困らせてしまうこともあった。また、荘が出産と育児休業でチチ役を降板を余儀なくされた時は残念がっていたが、プーアル役で世界観を熟知していた渡辺菜生子が、代役から後任につながったことで安堵したといわれている。
一方、嫌いなキャラクターは、悪役に徹した初代ピッコロ大魔王およびフリーザだと語っている。また、ベジータが幼い悟飯を痛めつけた場面では「子供になんてことするんだ！」と、本気で腹を立てたという。フリーザとセルについては「大人になりきれない部分が残っていて、憎らしいけどカワイイみたいなところがある」とも語っている。2018年のインタビューでは嫌いなキャラクターは「しいて言えばセル」であり、フリーザは「妙な子供っぽさがあるから好き」と語っている。

### 他のエピソード
1999年時点では自分の声はあまり好きではないため、女性らしいきれいな声に憧れるという。しかし一生付き合っていくのだから好きにならなくては気の毒であり、いかに自分の声を活かしてあげるかが、役目と語る。
『ドラえもん』（日本テレビ版）では降板した富田耕生に代わり主人公ドラえもんの声優を務めたが、2013年3月放送『1億人の大質問!?笑ってコラえて!』のインタビューでは同作を白黒作品だったと勘違いしている。同番組ではアニメ好きの外国人と中川翔子の前で「ぼくドラえもん」とドラえもんの声を演じた。
『あらいぐまラスカル』では、どうしてもラスカルを演じたいとオーディションに参加。役に決まりアライグマを良く理解するため、時間を見つけては上野動物園に行き観察した。10日間ほど通い詰めてもアライグマの鳴き声を聞くことはできなかったが、直後約に当時放映していたテレビドキュメンタリー番組『野生の王国』で、偶然にもアライグマが登場して鳴き声を知り、それを参考にしたことを、GyaO『溜池Now』での「野沢雅子特集」の際に語っている。また、ラスカルの収録は他の声優陣と別録りだったが、鳴き声を演じる上で他の人の演技を確認するために、初めから収録風景を確認していた（他の声優陣と同じ時刻に集合していた）。一時期は動物役が多く、雑誌に「アニマル声優・野沢雅子」と書かれたこともあった。
『いなかっぺ大将』の風大左衛門の声をノイローゼだったゴリラに聞かせ、治したことがある。また、私生活において当時劇団のあった高田馬場までの切符を買う際に「高田の馬場だス」と大左衛門の口調で喋ってしまったり、子供の学校のPTAで他の子の親と会話している時に途中で喋り方に気を付けたにもかかわらず「そうだス」と言ってしまい、悩んだ末に田舎言葉を混ぜることで地方出身だと思い込ませようとしたなど、『いなかっぺ大将』では役が抜けずに苦労したそうである。
「歌は苦手」とのことだが、主演作の『怪物くん』や『ビリ犬』、『はたらキッズ マイハム組』では主題歌を担当しており、『ドラゴンボール』『デジモンテイマーズ』でもキャラクターソングを歌っている。
「私生活ではかなりおっちょこちょい」とのこと。『徹子の部屋』の出演時には、内線電話と間違えて館内放送のマイクに向かって話してしまった話、リモコンから送信される赤外線を身体に有害なレーザー光線と勘違いしていた話などを披露した。
迷惑電話がかかってきたときは、子供の声で「パパ、ママ今いないから分かんない」や、家政婦のふりをして「今、誰もいねぇから分かんねぇんだ」と言うと諦めてくれると言う（2008年3月27日にゲスト出演した『うたばん』より）。
映画『ONE PIECE』の主題歌『またね featuring ルフィ、ナミ、ゾロ、ウソップ、サンジ、チョッパー、ロビン、フランキー、ヒルルク、くれは』でくれはの声で出演したためゲスト参加している。その曲のオリコンチャート最高位が8位だったため、71歳4ヶ月としてオリコンチャート10位以内の女性最年長記録（当時）であった。
小さい頃からの習慣で外から帰宅したときには必ずうがいと手洗いをしている。「人より声帯が丈夫」とのこと。ある夏の日に環状7号線を車で移動中大渋滞に遭遇し、退屈なため運転席で歌を歌っていたが、窓を全開にしていたため排ガスによって声帯が傷つき、翌日から声がまったく出なくなってしまったことがある。病院で「声を出せるようになるまでは10日以上、話せるようになるまでは1か月かかる」との診断をされたが、すぐに声が出るようになり、病院の先生からも「国宝（級の声帯）だ！」と驚かれたという。声優に憧れる人は発声よりもセリフの練習を好む傾向があるため、発声練習をおろそかにしてはいけないとも語っている。のどと鼻のうがいの他、入浴中に50音を言うトレーニングも365日欠かさずやっているという。

### 他声優関連
仲の良い声優仲間としては、田の中勇、愛川欽也、池田昌子、永井一郎、富山敬、肝付兼太、千々松幸子、八奈見乗児、吉田理保子、内海賢二・野村道子夫妻、神谷明、古谷徹、三ツ矢雄二、中尾隆聖、鶴ひろみ、草尾毅らの名が挙げられている。
著作で「可愛い後輩」の1人として戸田恵子の名前を挙げている。『ゲゲゲの鬼太郎』の第3作で戸田が鬼太郎役に決まった際、当時の雑誌では「カムバック野沢さん」と書かれてしまい、野沢は気の毒に思ったという。イベントでは「私の鬼太郎はみんなも知っていて、みんなの中に生きてると思う。でも、今度は戸田恵子さんという後輩がやっているから、応援してあげてね」と必ず言っていたという。
野沢自身も『怪物くん』で怪物くん役を白石冬美に代わって演じることになった際に白石から「新人にやられたら悔しかったけどマコちゃんなら納得がいく」と言われたことがあり、「替えられることも、替わることもどちらもとてもつらいものがありますね」と思ったという。
後輩の井上和彦は若手の頃から野沢に可愛がってもらっているといい、一緒のイベントに出る時などは送り迎えしてくれたという。
鶴ひろみは業界の師匠に野沢をあげており、「人間的にも仕事の上でも。可愛い方で大好き」と語っている。
千葉繁は野沢が劇団東芸を辞めてから入ってきた後輩である。千葉の芝居はいつも体当たりで大好きだと語っている。
養成所時代に野沢から指導を受けた三石琴乃は「役者としても女性としても尊敬している」と発言している。
神谷浩史は、まだレギュラー役を持っていない新人時代、アシスタントを務めていたラジオ番組に松本零士を伴いゲスト出演してくれたなど、現在でも野沢の気配りや親切に恩義を感じている。
『ドラゴンボール』シリーズの収録現場は、キャスト陣やスタッフの雰囲気が非常に和やかで和気藹々としていたことが、多くの人物から語られている。このことに対しベジータ役の堀川りょうは「主演の野沢さんが新人や中堅たちに目を配り、雰囲気作りに努めていたことも要因ではないか」と語っている。また少年期に『ゲゲゲの鬼太郎』など野沢が出演していた作品を多数見ていたといい、「業界で最も尊敬している人物の一人」であるとも発言している。
山口勝平は本名の山口光雄として芝居をしていた頃から野沢から「光雄、光雄」と、気さくに話しかけてくれ、デビュー後もずっとかわいがってくれたという。2016年時点でも変わっておらず、「子供の頃に憧れていた人物と、こんなふうにお話できるようになるなんて、いまだにちょっと信じられない」と思うことがあるという。声優学校の一番最初の野沢の授業で自己紹介をされたが、その時「私がやっている少年役とかできそうね」と言われたという。それがすごく嬉しく、2016年時点でも励みになっているという。2011年、『ドロロンえん魔くん』のリメイク作品『Dororonえん魔くん メ〜ラめら』で、かつて野沢が演じていたえん魔役を演じていたが、オーディションで決まった時は鳥肌が立ったという。それについて野沢は「誰がやるのかと思っていたから、勝平でよかった」と喜んで応援してくれたことから、「なんて大きな人なんだろう」と思ったという。野沢も最終回にはえん魔の父役で出演しており、そのことについて山口は、野沢に父役をしてくれた役者は「僕だけじゃないかな」と少し自慢していたという。山口は野沢については一番影響を受けている役者であり、「男性版・野沢雅子を目指せたら素敵だな」と思っているという。
森川智之は野沢の自宅の近所に住んでおり、勝田声優教室（後の勝田声優学院）で野沢が講師をしていた時代からお世話になっているという。野沢の授業は課題として与えられた台詞に合った演技をして合格をもらう「即応力」を鍛える内容で、当時森川はその課題を毎回一発で合格する優等生だったが、最後の授業での総評で「森川はこのクラスの中で、いちばん成長しなかった」と雷を落とされる。森川はその時初めて「現状に甘んじて成長しようとしていない自分」に気づき、それ以来どんな仕事でも成長を意識しているという。「自分の将来を真剣に考えて叱ってくれた気持ちが伝わってきてとてもうれしかった」といい、「あのとき怒ってもらえなかったら今の僕はいないですね」と語っている。
少年トランクスを演じた草尾毅は子供役に不安を感じていたが、大人の悟空から子供の悟天を演じる野沢の演技を見て勉強になったという。また、ゴテンクスで野沢と声を合わせたことは「何ものにも代えがたい価値があった」と語っている。野沢は草尾のことを「親子ほどの年齢差だけど、弟のように可愛い」と発言している。
野沢と同じく親子二役を演じることになった皆口裕子は、野沢の三役を見て気合を入れていたという。
メルセデス・ベンツのEクラスを20年近く乗り継いでるが、切っ掛けは矢尾一樹に「まこさんは僕らの大切な人だから、丈夫な車に乗らないといけないよ」と言われたことである。
吉田理保子は声優業を引退した後も交流を続け、2012年4月30日にオフィス野沢を廃業するまで野沢のチーフマネージャーとして仕事を共にしていた。
大久保にあるサンハウスミュージック(高山みなみが所属していた)傘下の声優学校のオーディションを受けた中学生に届いた落選通知に「野沢雅子先生の一点が足りなくて落ちました」と書かれていたことがある。

## 出演
太字はメインキャラクター。

### テレビドラマ
- 赤胴鈴之助（KRテレビ（現・TBS）、1957年 - 1959年）
- あんみつ姫（KRテレビ（現・TBS）、1958年 - 1960年）[116]
- つんころ大助（フジテレビ、1960年 - 1961年）
- 黒百合城の兄弟（NHK[17]、1961年 - 1962年）
- 三太物語（フジテレビ、1961年 - 1962年）
- 事件記者
- ゼロの焦点（フジテレビ、1961年）[117]
- 特別機動捜査隊（NET）
  - 第287話「夕陽の町」（1967年4月26日）
  - 第345話「濁った大都会の天使」（1968年6月5日）
  - 第395話「薔薇と悪魔」（1969年5月21日）
  - 第419話「夜のシャボン玉」（1969年11月12日）
- 七人の刑事 第357話「壁の中の荒野」（TBS、1968年10月14日）
- 東京ロマン 花と蝶（NET、1969年）
- 鬼太郎が見た玉砕〜水木しげるの戦争〜（NHK、2007年8月12日） - 鬼太郎の声[118]
- アオイホノオ 第4話（テレビ東京、2014年8月9日） - 星野鉄郎の声
- 星新一の不思議な不思議な短編ドラマ「ものぐさ太郎」（NHK BSプレミアム、2022年6月14日）[119]
- 119エマージェンシーコール 第9話（フジテレビ、2025年3月17日）

### ウェブドラマ
- #声だけ天使（2018年） - 声優N・ナレーター 役[120][121]

### 映画
- 神☆ヴォイス（2011年） - 審査員 役
- その声のあなたへ（2022年9月30日）[122]
- 時には昔の話を/森山周一郎 声優と呼ばれた俳優（2022年10月21日）[123]

### 舞台
- 舞台「ゲゲゲの鬼太郎」（2022年7月29日 - 8月15日、明治座/8月19日 - 28日、梅田芸術劇場） - 目玉おやじの声[124]

### テレビアニメ
1964年
- 鉄腕アトム (アニメ第1作)（有尾人の女王の子供、国際電話局ロボット）

1965年
- 宇宙少年ソラン（鉄野ナベ子）
- 宇宙パトロールホッパ（プー）
- 狼少年ケン（臆病なライオン）
- オバケのQ太郎（TBS版）（伸一）
- ドルフィン王子（シロ）

1966年
- 魔法使いサリー（1966年 - 1968年、三ツ子、まんぞう）
- 遊星仮面（サップス10号）

1967年
- かみなり坊やピッカリ・ビー
- 冒険ガボテン島（ガボ）

1968年
- 怪物くん（TBS版）（クローばあや）
- 巨人の星（1968年 - 1971年）
- ゲゲゲの鬼太郎（第1作）（1968年 - 1969年、鬼太郎）
- サイボーグ009
- 佐武と市捕物控（おかみ、お志津）

1969年
- 男一匹ガキ大将（1969年 - 1970年、ラッパ）
- 海底少年マリン（ホワイティ）
- ゼンちゃんツーちゃん（ゼンちゃん）
- タイガーマスク（1969年 - 1971年、健太、良夫、太田孝）
- ハクション大魔王（進）
- ひみつのアッコちゃん（第1作）（トン子）
- もーれつア太郎（第1作）（1969年 - 1970年）

1970年
- アタックNo.1（宮津友恵、飛垣陵子〈2代目〉、川地絹子）
- いじわるばあさん
- いなかっぺ大将（1970年 - 1972年、風大左衛門 / 大ちゃん）
- 昆虫物語 みなしごハッチ（ブン吉 他）

1971年
- あしたのジョー
- アパッチ野球軍（街の子供、大根の母、子供時代の網走）
- アンデルセン物語
- ゲゲゲの鬼太郎（第2作）（1971年 - 1972年、鬼太郎）
- さるとびエッちゃん（1971年 - 1972年）
- 珍豪ムチャ兵衛
- 天才バカボン（1971年 - 1972年）
- ふしぎなメルモ（ハヤト、出来底の妻）

1972年
- 赤胴鈴之助
- 樫の木モック（フランコ、その母）
- 正義を愛する者 月光仮面 ※第11話
- ど根性ガエル（1972年 - 1974年、ひろし）
- 魔法使いチャッピー（二平）
- ムーミン（トニオ）

1973年
- 科学忍者隊ガッチャマン（1973年 - 1974年、子供、誠二）
- 空手バカ一代（1973年 - 1974年）
- 侍ジャイアンツ
- 新造人間キャシャーン（キム、マール）
- ドラえもん（日本テレビ版）（ドラえもん〈2代目〉、ボタ子）
- ドロロンえん魔くん（1973年 - 1974年、えん魔くん）
- 荒野の少年イサム（1973年 - 1974年、ロバート、クーキー）
- バビル2世
- 冒険コロボックル（オニギリ）
- ミクロイドS（学）
- ミラクル少女リミットちゃん（トミさん）
- 山ねずみロッキーチャック（野ねずみダニー）
- ワンサくん（幸太、サブロー、トト）

1974年
- アルプスの少女ハイジ
- エースをねらえ!
- カリメロ（第1作）（ブータ、カリメロの母）
- ガンとゴン
- 荒野の少年イサム（クーキー）
- 星の子ポロン（ポロン）
- 魔女っ子メグちゃん（1974年 - 1975年）

1975年
- 元祖天才バカボン（1975年 - 1977年）
- ガンバの冒険（ガンバ）
- ゲッターロボG（白骨鬼、地虫鬼）
- はじめ人間ギャートルズ
- みつばちマーヤの冒険（ウィリー）
- ラ・セーヌの星（ダントン）

1976年
- 一休さん（ヨキチ）
- キャンディ・キャンディ（マクレガーの家のおばあさん）
- 大空魔竜ガイキング（トム）
- タイムボカン（ドウモスカン）
- 超電磁ロボ コン・バトラーV（ロペット、オレアナ、一木金太、コネクション女医）
- てんとう虫の歌（風大左衛門）
- ハックルベリィの冒険（ハック）
- 母をたずねて三千里（ルイジ）
- ピコリーノの冒険（ピコリーノ）

1977年
- あらいぐまラスカル（ラスカル、グレタ・サンダーランド、ジュディ・ミッチェル）
- アローエンブレム グランプリの鷹（逢瀬半五郎、鷹也のおばあさん）
- おれは鉄兵（1977年 - 1978年、上杉鉄兵）
- ポールのミラクル大作戦（コバー、サンディ）

1978年
- 一球さん（ヤスタケ）
- SF西遊記スタージンガー（マルタ）
- 銀河鉄道999（1978年 - 1981年、星野鉄郎）
- 女王陛下のプティアンジェ（カーリー）
- 闘将ダイモス（1978年 - 1979年、元太）
- 星の王子さま プチ・プランス（チャルコ）
- 野球狂の詩（子供1）
- ヤッターマン（アララン）

1979年
- アニメーション紀行 マルコ・ポーロの冒険（少海、バディ）
- 科学忍者隊ガッチャマンF（トニー）
- サイボーグ009（1979年版）（猛）
- トンデモネズミ大活躍（トンデモネズミ）
- ルパン三世 (TV第2シリーズ)

1980年
- 怪物くん（テレビ朝日版）（怪物くん）
- 釣りキチ三平（1980年 - 1982年、三平三平）
- トム・ソーヤーの冒険（トム・ソーヤー）
- のどか森の動物大作戦（ペーター）
- 坊っちゃん（生徒チビ）
- ベルサイユのばら
- メーテルリンクの青い鳥 チルチルミチルの冒険旅行（ミルクの精）

1981年
- うる星やつら（1981年 - 1982年、金太郎）
- 新・ど根性ガエル（1981年 - 1982年、ひろし）
- 百獣王ゴライオン（錫石宏、妖婆ホネルバ）
- まいっちんぐマチコ先生（1981年 - 1983年、ケン太）
- 名犬ジョリィ（フリート）

1982年
- 逆転イッパツマン（金太郎）
- 新みつばちマーヤの冒険（ウイリー）
- 太陽の子エステバン（1982年 - 1983年、エステバン）
- プロゴルファー猿（猿丸）

1983年
- 伊賀野カバ丸（松野好、少年時代のカバ丸）
- 銀河漂流バイファム（1983年 - 1984年、ケンツ・ノートン）
- ふしぎの国のアリス（ベニー）
- 魔法のプリンセス ミンキーモモ（天使）

1984年
- チックンタックン（エンドレ）
- ふしぎなコアラブリンキー（ペルシャ猫）
- 魔法の天使クリィミーマミ（婆や）
- 魔法の妖精ペルシャ（ハナタレ）
- 名探偵ホームズ（マイケル）

1985年
- 超力ロボ ガラット（ミラー）
- へーい!ブンブー（ブンブー）

1986年
- 愛少女ポリアンナ物語（パレー）
- オズの魔法使い（チップ / オズマ姫）
- ドラゴンボール（1986年 - 1989年、孫悟空）

1987年
- アニメ80日間世界一周（チコ）
- あんみつ姫（梅干丸、つくね）
- ウルトラB（ママ）
- 仮面の忍者 赤影（1987年 - 1988年、青影）
- ドテラマン（ソウジ鬼）

1988年
- それいけ!アンパンマン（1988年 - 2025年、シチューおばさん〈2代目〉、パチリくん、ロブスター、ほのおくん〈4代目〉、ワンタクロース、おむすびまん〈2代目〉）
- 闘将!!拉麵男（チャーハン）
- ビリ犬（1988年 - 1989年、ビリ犬） - 2シリーズ

1989年
- 青いブリンク（四季カケル）
- 昆虫物語 みなしごハッチ（リメイク版）（1989年 - 1990年、クマゴロー）
- ダッシュ!四駆郎（日ノ丸四駆郎）
- ドラゴンボールZ（1989年 - 1996年、孫悟空 / ベジット、孫悟飯、孫悟天 / ゴテンクス）

1990年
- からくり剣豪伝ムサシロード（ムサシ）
- ジャングル大帝（新）（ギボ）
- ドラゴンボールZ たったひとりの最終決戦〜フリーザに挑んだZ戦士 孫悟空の父〜（バーダック、孫悟空）
- まじかる☆タルるートくん（やまびこ太郎）

1991年
- おばけのホーリー（マジョババ、カクゾー）
- ちいさなおばけアッチ・コッチ・ソッチ（おばあさん）
- 炎の闘球児 ドッジ弾平（1991年 - 1992年、小仏珍念）

1992年
- おやゆび姫物語

1993年
- ドラゴンボールZ 絶望への反抗!!残された超戦士・悟飯とトランクス（孫悟飯）
- ポコニャン!（お菓子の家の魔女）

1994年
- サイキンポンタ（ポンタ）
- モンタナ・ジョーンズ（オレッタ、ニコル）

1996年
- ドラゴンボールGT（1996年 - 1997年、孫悟空、孫悟飯、孫悟天、孫悟空Jr.）

1997年
- ドクタースランプ（1997年 - 1999年、孫悟空）
- ドラゴンボールGT 悟空外伝!勇気の証しは四星球（孫悟空、孫悟空Jr.）
- モジャ公（バァビィー〈ピテカンの祖母〉）

1998年
- アリスSOS（悪魔の親分）
- 銀河漂流バイファム13（ケンツ・ノートン）
- 突撃!パッパラ隊（水島明子、サンチョス、X-ハト）
- ヨシモトムチッ子物語（ムチッ子マシーン）

1999年
- デュアル!ぱられルンルン物語（南條院麗香）

2000年
- 金田一少年の事件簿（坤田友代）
- とっとこハム太郎（おハムばあさん、ロコちゃんのおばあちゃん）
- モンスターファーム〜伝説への道〜（ロゼッタ）
- ラブひな（2000年 - 2001年、浦島ひな） - 1シリーズ + 特別編2作品

2001年
- 探偵少年カゲマン（フクオ）
- だいすき!ぶぶチャチャ（家カリ）
- デジモンテイマーズ（ギルモン / グラウモン / メガログラウモン / デュークモン / デュークモン・クリムゾンモード、ナレーション）
- パラッパラッパー（シスターコーン）
- 名探偵コナン（2001年 - 2012年、千間降代、若松芹香）
- ONE PIECE（2001年 - 2019年、Dr.くれは）

2002年
- 王ドロボウJING（ママ・スタウト）
- 爆闘宣言ダイガンダー（キャシー）
- ロックマンエグゼ シリーズ（2002年 - 2006年、テスラ / エレキママ） - 2シリーズ
- わがまま☆フェアリー ミルモでポン!（キンタ）

2003年
- アストロボーイ・鉄腕アトム（原始人の少年）
- 京極夏彦 巷説百物語（白庵、黒庵）
- 魔法遣いに大切なこと（榎本むつ子、研修生A）

2004年
- かいけつゾロリ（恐竜のママ）
- 探偵学園Q（老婆）
- ふたりはプリキュア（2004年 - 2006年、雪城さなえ ） - 2シリーズ
- マシュマロ通信（2004年 - 2005年、プラム、ジャスミンママ）

2005年
- アークエとガッチンポーてんこもり（クリン）
- ツバサ・クロニクル（怪魚）
- DIGITAL MONSTER X-evolution（デュークモン）
- ポケットモンスター アドバンスジェネレーション（マサムネ）
- 雪の女王（おばあさん）

2006年
- きらりん☆レボリューション（2006年 - 2008年、おばあちゃん） - 2シリーズ
- 結界師（花乃小路夢子<マザーさん>）
- ぜんまいざむらい（2006年 - 2010年、だんごやおばば）
- NARUTO -ナルト-（老婆）
- まじめにふまじめ かいけつゾロリ（イシシ〈代役〉）
- ラブゲッCHU 〜ミラクル声優白書〜（武宮美津子）

2007年
- デジモンセイバーズ（デュークモン）
- 天保異聞 妖奇士（土方歳三）
- はたらキッズ マイハム組（2007年 - 2008年、ガウディ）

2008年
- 墓場鬼太郎（鬼太郎）
- 戦争童話 キクちゃんとオオカミ（オオカミ）
- もっけ（猫又）

2009年
- クロスゲーム（2009年 - 2010年、ノモ）
- しゅごキャラ!!どきっ（丸山春樹）
- ドラゴンボール改（2009年 - 2015年、孫悟空、孫悟飯、バーダック、孫悟天） - 2シリーズ
- マリー&ガリー（2009年 - 2010年、キュリー夫人、親鳥） - 2シリーズ

2010年
- 夢色パティシエール（フランス理事長）

2011年
- ケロロ軍曹（オララ）
- Dororonえん魔くん メ〜ラめら（えん魔の父）
- 日常（ナレーション）
- 47都道府犬（東京兎）
- ルパン三世 血の刻印 〜永遠のMermaid〜（藤堂昌江）

2012年
- 探検ドリランド（ボニー）

2013年
- トリコ×ONE PIECE×ドラゴンボールZ 超コラボスペシャル!!（孫悟空、孫悟飯、孫悟天）

2014年
- パックワールド（ダグ）
- ピンポン THE ANIMATION（オババ）

2015年
- それが声優!（本人 / 野沢雅子）
- ドラゴンボール超（2015年 - 2018年、孫悟空、孫悟飯、孫悟天、ゴクウブラック）

2016年
- ナースウィッチ小麦ちゃんR（飛び出し怪人）
- がんがんがんこちゃん（2016年 - 2018年、けろちゃん、がめさん） - 2シリーズ

2017年
- 神撃のバハムート VIRGIN SOUL（竜族族長）

2018年
- オーバーロードII（リグリット・ベルスー・カウラウ）
- ゲゲゲの鬼太郎（第6作）（2018年 - 2020年、目玉おやじ）
- 鬼灯の冷徹（マジカル・マリン）
- 深夜!天才バカボン（野沢雅子）
- 邪神ちゃんドロップキック（アーサーバーシバル）
- 中間管理録トネガワ（ざわ…ボイス〈001〉）

2019年
- デュエル・マスターズ!（コピージョー）

2020年
- アサティール 未来の昔ばなし（2020年 - 2025年、アスマ） - 2シリーズ
- デジモンアドベンチャー:（2020年 - 2021年、ナレーション、ユキミボタモン）
- クレヨンしんちゃん（じんのすけ）

2021年
- のりものまん モービルランドのカークン（エリザベス）

2022年
- もっと!まじめにふまじめ かいけつゾロリ（恐竜ママ）
- 5億年ボタン【公式】〜菅原そうたのショートショート〜（2022年 - 2024年、トニオ、ラー） / 2024年に13話、14話が放送。

2023年
- キボウノチカラ〜オトナプリキュア'23〜（雪城さなえ）

2024年
- 愚かな天使は悪魔と踊る（ジョー）
- 怪異と乙女と神隠し（駅係員）
- 戦隊大失格（2024年 - 2025年、リュージン君） - 2シリーズ
- ドラゴンボールDAIMA（2024年 - 2025年、孫悟空 / 孫悟空〈ミニ〉、孫悟飯、孫悟天 / ゴテンクス / 孫悟天〈ミニ〉）

2025年
- ポケットモンスター（大ばば様）

### 劇場アニメ
1967年
- 少年ジャックと魔法使い

1969年
- 巨人の星
- 空飛ぶゆうれい船（隼人）
- 長靴をはいた猫

1970年
- 海底3万マイル（イサム）

1972年
- 魔犬ライナー0011変身せよ!（ライナー〈エース〉）

1978年
- 世界名作童話 おやゆび姫（チューミー）

1979年
- 銀河鉄道999(The Galaxy Express 999)（星野鉄郎）
- 北極のムーシカミーシカ（ミーシカ）

1980年
- がんばれ!! タブチくん!! 第2弾 激闘ペナントレース!!
- がんばれ!! タブチくん!! 初笑い第3弾 あゝツッパリ人生!!

1981年
- 怪物くん 怪物ランドへの招待（怪物くん）
- さよなら銀河鉄道999 アンドロメダ終着駅（星野鉄郎）

1982年
- 怪物くん デーモンの剣（怪物くん）
- 象のいない動物園（ヒデ）
- 新・ど根性ガエル ど根性・夢枕（ひろし）

1983年
- 忍者ハットリくん ニンニンふるさと大作戦の巻（メカマロ）

1984年
- 冒険者たち ガンバと7匹のなかま（ガンバ）

1986年
- ドラゴンボール 神龍の伝説（孫悟空）

1987年
- 宝島（ジム・ホーキンズ）
- ドラゴンボール 魔神城のねむり姫（孫悟空）

1988年
- ウルトラB ブラックホールからの独裁者B・B!!（ママ）
- ドラゴンボール 摩訶不思議大冒険（孫悟空）
- はれときどきぶた（山田）

1989年
- ドラゴンボールZ（孫悟空、孫悟飯）

1990年
- ドラゴンボールZ この世で一番強いヤツ（孫悟空、孫悟飯）
- ドラゴンボールZ 地球まるごと超決戦（孫悟空、孫悟飯、ターレス）

1991年
- うしろの正面だあれ（喜兄ちゃん）
- ガンバとカワウソの冒険（ガンバ）
- ドラゴンボールZ 超サイヤ人だ孫悟空（孫悟空、孫悟飯）
- ドラゴンボールZ とびっきりの最強対最強（孫悟空、孫悟飯、バーダック）

1992年
- ちびねこトムの大冒険（マーク）※未公開作品
- ドラゴンボールZ 激突!!100億パワーの戦士たち（孫悟空、孫悟飯）
- ドラゴンボールZ 極限バトル!!三大超サイヤ人（孫悟空、孫悟飯）

1993年
- ドラゴンボールZ 燃えつきろ!!熱戦・烈戦・超激戦（孫悟空、孫悟飯）
- ドラゴンボールZ 銀河ギリギリ!!ぶっちぎりの凄い奴（孫悟空、孫悟飯）

1994年
- ドラゴンボールZ 危険なふたり!超戦士はねむれない（孫悟空、孫悟飯、孫悟天）
- ドラゴンボールZ 超戦士撃破!!勝つのはオレだ（孫悟空、孫悟天）

1995年
- ドラゴンボールZ 復活のフュージョン!!悟空とベジータ（孫悟空、孫悟飯、孫悟天）
- ドラゴンボールZ 龍拳爆発!!悟空がやらねば誰がやる（孫悟空、孫悟飯、孫悟天）

1996年
- ドラゴンボール 最強への道（孫悟空）

1997年
- エルマーの冒険（近眼ネズミ）

1998年
- 銀河鉄道999 エターナル・ファンタジー（星野鉄郎）

1999年
- ドラえもん のび太の宇宙漂流記（ログ）
- ピカチュウたんけんたい（エレキッド）

2000年
- 映画おじゃる丸 約束の夏 おじゃるとせみら（せみら）

2001年
- デジモンテイマーズ 冒険者たちの戦い（ギルモン）

2002年
- デジモンテイマーズ 暴走デジモン特急（ギルモン）
- ドラえもん のび太とロボット王国（クルリンパ）

2005年
- 映画 ふたりはプリキュア Max Heart（ラウンド、雪城さなえ）
- 映画 ふたりはプリキュア Max Heart 2 雪空のともだち（ムタ、雪城さなえ）

2006年
- まじめにふまじめ かいけつゾロリ なぞのお宝大さくせん（イシシ〈代役〉）

2007年
- オシャレ魔女♥ラブandベリー しあわせのまほう（イザベラ）
- ねずみ物語 〜ジョージとジェラルドの冒険〜（ノーマ）

2008年
- ゲゲゲまつりだ!!五大鬼太郎（一期鬼太郎、二期鬼太郎）
- 秘密結社鷹の爪 THE MOVIEII 〜私を愛した黒烏龍茶〜（特別効果音）
- HELLS ANGELS（寮母）
- ONE PIECE THE MOVIE エピソードオブチョッパー+冬に咲く、奇跡の桜（Dr.くれは）

2010年
- それいけ!アンパンマン ブラックノーズと魔法の歌（ブラックノーズ）
- 水木しげるの遠野物語

2012年
- アシュラ（アシュラ）
- 映画ドラえもん のび太と奇跡の島 〜アニマル アドベンチャー〜（のび助 / ダッケ）
- やなせたかしシアター「ハルのふえ」（ハル）

2013年
- 映画かいけつゾロリ まもるぜ!きょうりゅうのたまご（きょうりゅうママ）
- ドラゴンボールZ 神と神（孫悟空、孫悟飯、孫悟天）

2014年
- 映画 プリキュアオールスターズNewStage3 永遠のともだち（悪夢獣）

2015年
- GAMBA ガンバと仲間たち（ツブリ）
- ドラゴンボールZ 復活の「F」（孫悟空、孫悟飯）

2016年
- 風のように（三平）

2017年
- 映画 妖怪ウォッチ シャドウサイド 鬼王の復活（鬼太郎）
- きみの声をとどけたい（なぎさの祖母）

2018年
- 劇場版ポケットモンスター みんなの物語（ヒスイ）
- ドラゴンボール超 ブロリー（孫悟空、孫悟天、バーダック）

2019年
- 天気の子（占いおババ）

2022年
- ドラゴンボール超 スーパーヒーロー（孫悟飯、孫悟空、孫悟天）

2023年
- 鬼太郎誕生 ゲゲゲの謎（目玉おやじ）

2025年
- 劇場版 僕とロボコ（ロボコ〈昭和ギャグ漫画の世界線〉）

### OVA
1980年代
- 銀河漂流バイファム カチュアからの便り（1984年、ケンツ・ノートン）
- 銀河漂流バイファム 集まった13人（1984年、ケンツ・ノートン）
- 銀河漂流バイファム 消えた12人（1985年、ケンツ・ノートン）
- 銀河漂流バイファム “ケイトの記憶” 涙の奪回作戦!!（1985年、ケンツ・ノートン）
- ホワッツマイケル（1985年）
- 日本のおばけ話「絵からとびだしたねこ」（1988年、こぼうず）

1990年代
- THE八犬伝（1990年、亀篠）
- 源氏（1992年、ざくろ、建礼門院）
- ドラゴンボールZ外伝 サイヤ人絶滅計画（1993年、孫悟空、孫悟飯）
- 気分は形而上 実在OL講座（1994年、主任）
- きらめき森のヤンタくん（1994年、ヤンタ）
- 戦ー少女イクセリオン（1995年、イクセル）

2000年代
- さばくの国の王女さま（2001年）
- マリンとヤマト不思議な日曜日（2001年、クッピ、ハルエ） - 国税庁企画 ビデオアニメ
- まんがビデオ 墓場鬼太郎（2001年、鬼太郎）
- あの山に登ろうよ（2003年、ナレーション）
- 千年の約束（2006年、三谷拓朗） - 国税庁企画 ビデオアニメ
- 銀河鉄道物語 〜忘れられた時の惑星〜（2007年、星野鉄郎）
- ドラゴンボール オッス!帰ってきた孫悟空と仲間たち!!（2008年、孫悟空、孫悟飯、孫悟天）

2010年代
- DRAGON BALL 超サイヤ人絶滅計画（2010年、孫悟空、孫悟飯、ターレス）
- ONE PIECE FILM STRONG WORLD EPISODE:0（2010年、Dr.くれは）
- ドラゴンボール エピソード オブ バーダック（2011年、バーダック）
- 秘密結社鷹の爪 EX DVD特典映像（2014年）

2020年代
- 鬼灯の冷徹（2020年、マジカル・マリン） - コミックス第31巻DVD付き限定版

### Webアニメ
- スーパードラゴンボールヒーローズ プロモーションアニメ（2018年 - 2023年、孫悟空、孫悟空：ゼノ、孫悟飯：ゼノ、孫悟天：ゼノ、孫悟飯、ターレス、バーダック、仮面のサイヤ人、ベジット、ベジット：ゼノ、紅き仮面のサイヤ人、ゴクウブラック、黒衣の戦士、ゴジータ、ゴジータ：ゼノ、黒衣の未来戦士）
- スター・ウォーズ：ビジョンズ
  - T0-B1（2021年、TO-B1[295]）
- スーパードラゴンボールヒーローズ プロモーションCGムービー（2023年 - 2024年、孫悟空、孫悟飯、孫悟天、孫悟空：ゼノ、ベジット）

### ゲーム
1992年
- 超次元竜ドラゴンガン（ドラゴンガン）

1993年
- ドラゴンボール（1993年 - 2022年、孫悟空 / ベジット / ゴジータ、孫悟飯 / グレートサイヤマン、孫悟天 / ゴテンクス、バーダック、ターレス、ゴクウブラック 他） - 65作品

1996年
- ウルトラマンクイズ王（ピグモン）

1997年
- スーパーロボット大戦F / F完結編（1997年 - 1998年、オレアナ、ロペット） - 2作品
- 天外魔境 第四の黙示録（ナレーション）
- My Dream 〜On Airが待てなくて〜（占い師）

1998年
- ポポローグ（ギルダ）

1999年
- スーパーロボット大戦コンプリートボックス（ロペット）

2000年
- アニメチャンプ（鬼太郎）
- スーパーロボット大戦α / for DC（2000年 - 2001年、オレアナ、ロペット） - 2作品

2001年
- スーパーロボット大戦α外伝（ロペット）
- デジモンテイマーズ バトルエボリューション（ギルモン）
- 松本零士999 〜Story of Galaxy Express 999〜（星野鉄郎）
- ONE PIECE とびだせ海賊団!（Dr.くれは）

2002年
- スーパーロボット大戦IMPACT（オレアナ）
- ONE PIECE グランドバトル! 2（Dr.くれは）
- From TV animation ONE PIECE トレジャーウォーズ2 バギーランドへようこそ（実況ナレーション）

2003年
- ONE PIECE グランドバトル! 3（Dr.くれは）

2004年
- デジモンバトルクロニクル（ギルモン、ブラックギルモン）

2005年
- キングダム ハーツII（メリーウェザー）
- ドラゴンボールZ Sparking!（2005年 - 2024年、孫悟空 / ベジット / ゴジータ、孫悟飯、孫悟天 / ゴテンクス、ゴクウブラック、バーダック、ターレス） - 4作品
- 半熟英雄4 〜7人の半熟英雄〜（四次元女帝）
- ONE PIECE グラバト! RUSH（Dr.くれは）
- ONE PIECE パイレーツカーニバル（Dr.くれは）

2006年
- バトルスタジアム D.O.N（孫悟空、孫悟飯）

2008年
- スーパーロボット大戦A PORTABLE（一木金太、白骨鬼）

2010年
- キングダム ハーツ バース バイ スリープ（メリーウェザー）
- 銀河鉄道999DS（星野鉄郎）
- ドラゴンボールヒーローズ（2010年 - 2024年、孫悟空 / ベジット / ゴタン / ゴジータ / ベクウ、孫悟飯 / ゴハンクス、孫悟天 / ゴテンクス、バーダック、ターレス、ゴクウブラック） - 6作品
- ONE PIECE ギガントバトル!（Dr.くれは）

2011年
- ファイナルファンタジー零式（兵站局局長）
- ONE PIECE ギガントバトル! 2 新世界（Dr.くれは）

2012年
- ドラえもん のび太と奇跡の島 〜アニマル アドベンチャー〜3DS（ダッケ）
- ワンピース 海賊無双（2012年 - 2015年、Dr.くれは） - 2作品
- ワンピース ROMANCE DAWN 冒険の夜明け（Dr.くれは）

2013年
- スーパーロボット大戦OGサーガ 魔装機神III PRIDE OF JUSTICE（ポーシャ・ザニア・ベリファイト）
- 世界名作童話 親子で読めるゲーム絵本（西遊記）

2014年
- ジェイスターズ ビクトリーバーサス（孫悟空）
- 神話帝国ソウルサークル

2015年
- ポポロクロイス牧場物語（ギルダ）

2017年
- ウイニングハンド（ゲームボイス）

2018年
- 妖怪ウォッチ ぷにぷに（鬼太郎）
- ご当地鉄道 for Nintendo Switch（おじゃポン、エンゼルおじゃポン）
- ザンキゼロ（ミライ）
- スターオーシャン:アナムネシス（レコロ）

2019年
- RELEASE THE SPYCE secret fragrance（津守ヨモギ）
- JUMP FORCE（孫悟空）
- 妖怪ウォッチ4++（鬼太郎）
- ブレイドエクスロード（ユオル）

2020年
- ぷよぷよ!!クエスト（目玉おやじ）

2021年
- ラクガキ キングダム（セピア）
- スーパーロボット大戦30（2021年 - 2022年、ロペット、サイクラミノス）
- スーパーロボット大戦DD（オレアナ）

2025年
- 魔女ガミ－The Witch of Luludidea－（語り部）

### 吹き替え

#### 映画
- ネットワーク（不明〈フェイ・ダナウェイ〉[311]）※機内上映版
- 遠い国（不明、グリッツ〈キャスリーン・フリーマン〉）※フジテレビ版
- マードックの拳銃（不明、ジェイミー〈カート・ラッセル〉）
- 僕の村は戦場だった（1963年、イワン）
- フランケンシュタインの逆襲（1970年、森の少年）
- 回転(1972年、マイルス 〈マーチン・ステファンズ〉）
- アラバマ物語（1972年、ジェム）※テレビ朝日版
- 暴力脱獄（1973年、黒人少年A）
- 荒野の七人（1974年、子供A）
- フレンジー（1974年、バブス・ミリガン〈アンナ・マッセイ〉[312]）※テレビ朝日版
- 女ドラゴン　血闘の館（1974年、スウ・フォン 秀萍〈シャンカン・リンフォン〉）※1974年劇場公開版 ※1980年代後期の「テレ玉」放送時もこの吹替を放送
- 愛情物語（1975年、ピーター〈レックス・トンプスン〉）
- ジョニーは戦場へ行った（1975年、少年時代のジョー）※テレビ朝日版・DVD収録
- スケアクロウ（1976年、アニー・グリーソン〈ペネロープ・アレン〉）※テレビ朝日版
- 摩天楼ブルース（1981年、キッド）
- ジャッキー・チェンの必殺鉄指拳（1983年、龍少年[313]）※TBS版
- 普通の人々（1986年、ベス〈メアリー・タイラー・ムーア〉）
- グーニーズ（1988年、マウス〈コリー・フェルドマン〉[314]）※TBS版
- カンフーキッド/好小子（1988年、シンロン/ドラゴン〈イエン・ジンクォク〉）※日本テレビ版
- マニアック・コップ（1989年、サリー・ノーランド〈シェリー・ノース〉）※テレビ朝日版・BD収録
- ミクロキッズ（1990年、ロン・トンプソン〈ジャレッド・ラシュトン〉）※ソフト版
- ポセイドン・アドベンチャー（1991年、ロビン・シェルビー[315]）※テレビ朝日版
- ジム・ヘンソンのウィッチズ/大魔女をやっつけろ!（1991年、ブルーノ〈チャーリー・ポッター〉）
- ダーククリスタル（1992年、オウグラ）※NHK-BS2版
- インディ・ジョーンズ/魔宮の伝説（1993年、ショート・ラウンド〈キー・ホイ・クァン〉[316]）※DVD版
- リッチー・リッチ[317]（1995年、リッチー〈マコーレー・カルキン〉）
- フォー・ルームス（1995年、息子ファンチョ）
- ラスト・アクション・ヒーロー（1996年、ダニー・マディガン〈オースティン・オブライエン〉）※フジテレビ版・デラックスエディションBlu-ray収録
- ベイブシリーズ
  - ベイブ（1999年、エズメ・ホゲット）※日本テレビ版
  - ベイブ/都会へ行く（2002年、エズメ・ホゲット）※日本テレビ版
- ミート・ザ・ペアレンツシリーズ
  - ミート・ザ・ペアレンツ（2001年、ディナ・バーンズ〈ブライス・ダナー〉[318]）
  - ミート・ザ・ペアレンツ2（2005年、ディナ・バーンズ〈ブライス・ダナー〉[319]
  - ミート・ザ・ペアレンツ3（2013年、ディナ・バーンズ〈ブライス・ダナー〉[320]）
- 奥さまは魔女（2005年、クララ伯母さん）
- ナショナル・トレジャー リンカーン暗殺者の日記（2007年、エミリー・アップルトン〈ヘレン・ミレン〉[321]）
- リセット（2011年、ジェームズ）
- チャールズ・チャップリン作品
  - チャップリンの替玉（2014年、店長の秘書〈エドナ・パーヴァイアンス〉[322]）※スター・チャンネル版
  - チャップリンの舞台裏（2014年、女優志望の娘〈エドナ・パーヴァイアンス〉[323]）※スター・チャンネル版
  - チャップリンの勇敢（2014年、伝道活動をしている娘〈エドナ・パーヴァイアンス〉[324]）※スター・チャンネル版
- 西遊記 〜はじまりのはじまり〜（2014年、花おばさん[325]）
- フリークス・シティ（2017年、ネッド〈ジョシュ・ファデム〉[326]）

#### テレビドラマ
- ちびっ子ギャング（NET系、1961年6月16日 - 、毎週金曜日[327]）
- アウター・リミッツ（ケニー・ベンジャミン）
- アルフ（バード）
- アーノルド坊やは人気者（ウィリス・ジャクソン〈トッド・ブリッジス〉[328]）
- 宇宙大作戦（ブレイスリー、トミー、ジャニス）
- 奥さまは魔女（エスメラルダ （初代）京田尚子と交代で。〈アリス・ゴーストリー〉）
- 華麗な探偵ピート&マック（シャロン・グレス）
- ジム・ヘンソンのファンタジー・ワールド（ジョージョー）
- セサミストリート
  - ビッグバード 中国への旅（テリー）※スペシャル版
  - 美術館へ行こう〜メトロポリタン美術館のセサミストリート〜（テリー、スーザン）※スペシャル版
  - エルモのクリスマス（マヤ・アンジェロウ）※スペシャル版
- 0011ナポレオン・ソロ（リザ・ロジャース〈バーバラ・ムーア〉）
- ナイトライダー シーズン3 #11（デブラ・サンズ〈エレイン・ギフトス〉）
- ママは太陽（ビリー・マーティン〈フィリップ・ブラウン〉）
- 燃えよ! カンフー（クワイ・チャン・ケイン（少年時代）〈ラダメス・ペラ〉）
- ローハイド

#### アニメ
- おまかせ!プルーデンスおばさん（プルーデンスおばさん）
- クルードさんちのはじめての冒険（グラン[329]）
  - クルードさんちのあたらしい冒険[330]
- 少年勇者ギルドン[331]
- スヌーピーとチャーリー（CBS FOX発売版）（チャーリー・ブラウン）
- ダグ（ダグ・ファニー）（英語音声：ビリー・ウェスト）
- 眠れる森の美女（ブエナ・ビスタ版）（メリーウェザー[332]）
- ピンチクリフ・グランプリ（ソラン）
- FLY!/フライ!（エリン[333]）
- みつばちマーヤの大冒険（ウィリー[334]）
  - みつばちマーヤの大冒険2 ハニー・ゲーム
- ミュータント・タートルズ（ザック）※BS2版
- 森の妖精（ティム）
- ライオン・キング3 ハクナ・マタタ（ティモンのママ[335]、ロスト・ボーイズ）
- ワンス・アポン・ア・スタジオ -100年の思い出--[336]（メリーウェザー）

### 特撮
- マグマ大使（1967年、ガムの声）
- ロボット110番（1977年、ガンちゃんの声）
- ウルトラマン物語（1984年、少年時代のウルトラマンタロウの声）
- MAGISTER NEGI MAGI 魔法先生ネギま!（2007年、アルベール・カモミール〈カモ〉の声）

### ナレーション
- 面白いじわるクイズ
- ザ・ワイド
- なるほど!ザ・ワールド - ゲスト出演もした。
- 科学大好き土よう塾（君もガリレオ→とことんニュートン、ニュートンくんの声）
- みうらじゅんDS
- スッキリ!!（2011年12月29日、エンタメクイズ）
- シルシルミシルさんデー（2012年10月7日、コーンドン空の声）
- 原宿ネストカフェ
- ピン子、通販やるってよ〜本日開店！ピン子デパート〜[337]
- オトナのストレッチマン
- 所でナンじゃこりゃ!?
- 三重テレビ放送開局50周年特別番組『お伊勢参り』（2019年4月 - ）[338]

### 実写
- あんぜんきょうしつ→ぴょん太のあんぜんにっき（ぴょん太くんの声）
- SUPER VOICE WORLD 夢と自由とハプニング DVD
- ためしてガッテン（β細胞くんの声）
- 日本偉人大賞2007 歴史を変えた超エライ人スペシャル（孫悟空の声）
- ひとりでできるもん!（オジャ魔の声）
- ダーウィンが来た! 〜生きもの新伝説〜（カー助の声）※2013年6月16日放送

### CM

#### ドラゴンボールキャラクター
- ロート製薬 ロートこどもソフト ※『ドラゴンボール』、『ドラゴンボールZ』、『ドラゴンボールGT』タイアップ時（孫悟空、孫悟飯〈『ドラゴンボールZ』タイアップ時〉）
- ヱスビー食品 5/8チップ（孫悟空&サウンドロゴ）
- イトーキ 学習デスク ※『ドラゴンボール』タイアップ時（孫悟空）
- エポック社 ドラゴンボールの玩具各種（孫悟空）
- コイズミ ハイパワーデスク ※『ドラゴンボールZ』タイアップ時（孫悟飯&サウンドロゴ）
- マクドナルド ハッピーセット『ドラゴンボールZ』シリーズ（孫悟空）
- 桃屋 ※「ドラゴンボール改」タイアップ時（孫悟空、孫悟飯）
- バンダイ
  - きゃらか〜ん ※『ドラゴンボールZ』タイアップ時（孫悟空）
  - ファミコンジャンプII 最強の7人（孫悟空）
- ケンタッキー・フライドチキン 光る!ドラゴンボトルつき最強セット ※『ドラゴンボールZ 神と神』公開記念（孫悟空）
- ひらかたパーク ※『ドラゴンボール』イベント（1989年頃、関西ローカル）
- 宝くじ ドラゴンボールスクラッチ（孫悟空）

#### その他
- お茶の君野園（茶坊主）
- 野村トーイ レキシィデータ（エルくん）
- トライデントシュガーレスガム（子供）
- いなば食品 ライトツナ（ライトツナ缶の声、ナレーター）
- 蒲郡競艇場 マスコットキャラクター「トトまる」役
- 東京屋カバン店 オズちゃんランドセル（オズワルド・ザ・ラッキー・ラビット）
- わかさ生活 ブルーベリー・アイ（ブルブルくん、角谷社長、ボイスロゴ）
- 少年サンデーCM劇場「うえきの法則」（植木耕助の声）
- 新・ユーキャンの通信講座 OL②篇（客） - 顔出し出演
- 大塚製薬 ザ・カルシウム（トト少年の声）
- 大鵬薬品 ソルマック ゴールド ※『ど根性ガエル』キャラクター出演（ひろし）
- トリビアの泉 〜素晴らしきムダ知識〜
  - おじいさんの声（2003年12月10日）
  - 上述のドラゴンボールのエピソードの解説（2004年6月9日）
  - 「工事現場の看板に描かれているキャラクター」のオーデションに参加する声優の一人（2006年5月31日）
- 日産自動車 キックス「日産ミニ四駆」篇（ナレーター）
- ハンターマウンテン塩原（ラジオCM）
- アニマックス 銀河鉄道999CM（星野鉄郎の声）
- ファミリーマートアニマックススペシャルくじ銀河鉄道999CM（星野鉄郎の声）
- リクルート ポンパレ（ナレーション）
- すかいらーくグループ ガスト春バーグ祭ハンバーグフェア2012（ナレーション）
- アートネイチャー MRP mach（ナレーション）
- 生活協同組合（メインの赤ちゃんの声）
- 映画『バクマン。』勝利篇（ナレーション、2015年）[339]
- 紅白歌合戦（第66回 2015年12月31日、NHK）（『アニメ紅白』、鬼太郎の声）
- 関西サイクルスポーツセンター（ナレーション、2017年夏、関西ローカル）
- KDDI WEBCM『auひかり×野沢雅子』 - 本人役
- はま寿司
  - 大とろ祭り（ナレーション、2018年夏[340]、同年12月6日 - 16日）
  - タッチパネルの声（2018年6月14日 - 9月12日、同年12月6日 - 12月19日、店内放送も担当〈2018年9月12日まで〉）
- メルセデス・ベンツ日本 新型Aクラス「おもしろい奴篇」（ナレーション、2018年）[341]
- ポピー ジャンボマシンダー 勇者ライディーン（1975年）
- 山之内製薬 ハーブキャンディ（ナレーション）
- 花鈴のマウンド（声の出演）[342]
- Yahoo! JAPAN WEBCM 3.11企画 いま、わたしができること[343]
- ローソン（2021年、Loppiの声[344]）
- ウェザーニューズ 「ウェザーニュースアプリ」（2022年7月12日 - ）
- 日本スポーツ振興センター「MEGA BIG」（2022年8月20日 - ） - 本人役[345]
- ハウス食品「カレーでハートに火をつけろ！」キャンペーン（2023年1月1日 - ）[346]
- 東京工芸大学100周年記念ファミリーマート店内CM（2023年、ナレーター[347]）
- P&Gジャパン「レノア クエン酸in 超消臭」テレビCM（2023年、目玉おやじの声[348]）
- 『Atlas Fallen』日本語版Web CM 世界観篇（2023年[349]）
- ジャパネットたかた「ジャパネット 春の下取り祭」TVCM（2024年、2025年、とっくんの声[350][351]）

### 人形劇
- アップルポップ（祖母[352]）
- うごけぼくのえ（ポリ）
- こどもにんぎょう劇場「たからげた」（太郎）
- ざわざわ森のがんこちゃん（けろちゃん、がめさん）
  - 新・ざわざわ森のがんこちゃん[353]
  - ざわざわえんのがんぺーちゃん[354]
- のびのびノンちゃん（たぬくん、あなちゃんのお母さん、きつねのおばあちゃん）

### ラジオ
- 「ぼく遠くまで行くんだ」（1971年10月31日、文化放送、平正夫原作[355]）
- 青春アドベンチャー『封神演義』（NHK-FM）（ナタク）
- 野沢雅子の秘密の鍵穴（1993年4月 - 1996年3月、山形放送東京支社制作）
- 野沢雅子がよむこどもの詩 きのう・きょう・ずーっとあした（マール制作、TBSラジオほか）
- しんみち家の人々（1997 - 1998年、文化放送）
- ファーレンハイトラジオドラマ（語り手）
- 東京REMIX族（J-WAVE）（聞き役）
- 野沢雅子 IN MY WORLD（2016年 - 2018年、FM大阪・JFNネット）[356]
- 野沢の雅子さん（2019年4月 - 2020年4月26日、TOKYO FM）[注 5]
- 続・野沢の雅子さん（2020年8月 - 2021年9月）、FM大阪・TOKYO FM）[注 6]
- New Normal Life 〜優しさであふれる毎日を〜（2022年4月2日 - 2024年9月28日、FM大阪・JFNネット）
- 帰りたいサラリーマン（2024年8月24日 - 10月12日、RKBラジオ - 会獣 役[357]）
  - サラリーマンBLACK（2025年8月24日 - 予定、RKBラジオ - 会獣 役[358]）

### パチンコ・パチスロ機ほか
- CR怪物くん（怪物くん）
- CR怪物くん デーモンの剣（怪物くん）
- キャプテンシャーク（ボート）
- 忍魂シリーズ（疾風）
- パチスロ ど根性ガエル（ひろし）
- CR押忍!ど根性ガエル（ひろし）
- CRいなかっぺ大将（大佐ェ門）
- CRドロロンえん魔くん（えん魔くん）
- CR銀河鉄道999（星野鉄郎）
- CR綱取物語（平和山）

### 出版社
- ファ見る! 2007年9月号の諜報員（孫悟空の声、星野鉄郎の声、ひろしの声）
- チャレンジ2年生（漢字）（えんぴつくん）

### 本人出演

#### テレビ番組
- 一枚の写真（1990年12月12日、フジテレビ）
- 大胆MAP「アニメの声優ベスト100」ほか
- 溜池Now「野沢雅子特集」
- 声♥遊倶楽部（1995年10月12日、テレビ東京）
- 徹子の部屋（1996年8月23日、テレビ朝日）
- 森田一義アワー 笑っていいとも!「あなたの（知っているようで）知らない世界・声優編」ほか
- 快進撃TVうたえモン（1999年、フジテレビ）
- ザ・ミュージックアワー（2010年8月31日、TBS）
- ラジオ深夜便（2010年11月27、28日、NHKラジオ第1放送）「〔人生“わたし”流〕わたしの声優人生半世紀 声優 野沢雅子」
- ディープピープル「ヒーロー声優」（NHK総合、2011年8月22日） - 古谷徹、小山力也とともに出演
- 「Rの法則 声優対決〜秋の陣〜」（2012年10月08日放送 NHK Eテレ）語り役、他役
- スタジオパークからこんにちは（2013年4月15日、NHK総合）
- ニコニコ生放送ドラゴンボールヒーローズ4周年イベント ブロリー超サイヤ人4爆誕祭（ニコニコ動画内：2014年10月5日）
- あさイチ（2015年7月10日、NHK総合）
- ドラゴンボールで科学する! 夏休み!!摩訶不思議スペシャル（2015年7月19日、カンテレ）
- NMBとまなぶくん「アニメーションに生命を吹き込む!素晴らしき「声優」の世界!」（2015年7月30日、カンテレ）
- 趣味どきっ!「一声入魂!アニメ声優塾」[359]（2015年、NHK Eテレ） - 第1回講師
- 今宵こんな片隅で（AT-X 2018年2月 #55、56ゲスト）
- さまぁ〜ずの神ギ問（2018年3月3日、フジテレビ）
- ダウンタウンなう（2018年8月17日、フジテレビ）
- ボクらの時代（2019年7月28日、フジテレビ） - 田中真弓、山寺宏一と共演。
- 公開直前!「ドラゴンボール超 ブロリー」超研究（2018年12月13日、フジテレビ）
- 第70回NHK紅白歌合戦（2019年12月31日、NHK総合） - 氷川きよしの応援ゲスト[360]
- 音でおとぎ話〜世界を彩る魔法の効果音〜（2025年3月17日、NHK総合） - ラジオドラマ「桃太郎改め ユフォたろう」ユフォたろう 役

#### ラジオ
- TOKYO M.A.A.D SPIN「ゆう坊＆マシリトのKosoKoso放送局」（J-WAVE） - 鳥嶋和彦と堀井雄二がホストを務める番組[注 7]
  - 2023年9月26日〈25日深夜〉 - 東映アニメーション代表取締役会長の森下孝三と共にゲスト出演。『ドラゴンボール』の制作秘話などを語った[361][362]
  - 2025年3月30日〈29日深夜〉 - 森下孝三、声優の小山茉美と共に出演。鳥山明の一周忌を迎え、鳥山との思い出話やアニメ化された『ドラゴンボール』『Dr.スランプ』の声優選出のこぼれ話、制作秘話などを語った[363]

### ドラマCD
- 究極パロディウス（ペン太郎）
- 銀河漂流バイファム ドラマ編 ジェイナス愛の航海日誌…気分はもう主役（ケンツ・ノートン）
- 3×3EYES -天の巻-（三只眼）
- 3×3EYES -人の巻-（三只眼）
- CDシアター ドラゴンクエスト（メルセラ）
- 魔界学園I - III（ミス・ヴァージン）

### その他コンテンツ
- ニコニコ動画 トランプVSヒラリー名言集 〜ニコニコで決める米大統領選〜（ヒラリー・クリントン[364]）
- 映画『スカイスクレイパー』テレビスポット（2018年、ナレーション[365]）
- 芸能人が本気で考えた!ドッキリGP（2018年11月10日 - 、フジテレビ）（目玉おやじの声）
- ゲゲゲの鬼太郎 スペシャルファンブック特別付録 おしゃべり めざましどけい（2019年、目玉おやじの声[366]）
- 品川区 防犯メッセージ[367]
- 冒険者たち ガンバと15ひきの仲間 オーディオブック（朗読〈一人語り〉[368]）
- 渋谷エリア・東急グループの施設における新型コロナウイルス感染症予防対策呼びかけメッセージの店内アナウンス[369]
- coemo「声優による読み聞かせシリーズ」（2022年[370]）
- ねんどろいど野沢雅子（2023年、グッドスマイルカンパニー）[371]
- 映画『SAND LAND』予告（2023年、ナレーション[372]）

## ディスコグラフィ

### キャラクターソング
| 発売日         | 商品名                                                           | 歌                                        | 楽曲                                                                            | 備考                                                     |
| -------------- | ---------------------------------------------------------------- | ----------------------------------------- | ------------------------------------------------------------------------------- | -------------------------------------------------------- |
| 1980年9月1日   | ユカイツーカイ怪物くん                                           | 怪物くん（野沢雅子）                      | 「ユカイツーカイ怪物くん」                                                      | テレビアニメ『怪物くん』オープニングテーマ               |
| 1989年7月21日  | ドラゴンボールZ ヒット曲集                                       | 孫悟飯（野沢雅子）                        | 「天下一ゴハン」                                                                | 劇場アニメ『ドラゴンボールZ』挿入歌                      |
| 1990年4月1日   | ドラゴンボールZ ヒット曲集 III 〜スペース・ダンシング〜          | 孫悟飯（野沢雅子）                        | 「ピッコロさん だ〜いすき♡」                                                    | 劇場アニメ『ドラゴンボールZ この世で一番強いヤツ』挿入歌 |
| 1990年10月1日  | ドラゴンボールZ ヒット曲集 IV 〜キャラクターズ・スペシャル〜     | 影山ヒロノブ / セリフ：孫悟空（野沢雅子） | 「俺たちのエナジー」                                                            | テレビアニメ『ドラゴンボールZ』関連曲                    |
| 1990年10月1日  | ドラゴンボールZ ヒット曲集 IV 〜キャラクターズ・スペシャル〜     | 孫悟飯（野沢雅子）、チチ（荘真由美）      | 「心から濡れた二人」                                                            | テレビアニメ『ドラゴンボールZ』関連曲                    |
| 1991年3月21日  | ドラゴンボールZ ヒット曲集 VI BP∞ バトルポイント・アンリミテッド | 孫悟飯（野沢雅子）                        | 「口笛の気持ち」                                                                | テレビアニメ『ドラゴンボールZ』関連曲                    |
| 1991年9月21日  | ドラゴンボールZ ヒット曲集 8 キャラクターズ・スペシャル2         | 孫悟飯（野沢雅子）、チチ（渡辺菜生子）    | 「イ・ケ・ナ・イ うららマジック」                                               | テレビアニメ『ドラゴンボールZ』関連曲                    |
| 1992年3月27日  | 炎の闘球児 ドッジ弾平 ヒット曲集                                 | 小仏珍念（野沢雅子）                      | 「ドッジもドッジ」                                                              | テレビアニメ『炎の闘球児 ドッジ弾平』関連曲              |
| 1994年4月1日   | 「ドラゴンボール」「ドラゴンボールZ」大全集                      | 孫悟空（野沢雅子）                        | 「孫悟空ソング」 「悟空のGOKIGENジャーニー」                                    | テレビアニメ『ドラゴンボール』関連曲                     |
| 2001年8月1日   | デジモンテイマーズ ベストテイマーズ 1.松田啓人&ギルモン          | ギルモン（野沢雅子）                      | 「ギルモン・マーチ」 「ふたりでラララ」                                         | テレビアニメ『デジモンテイマーズ』関連曲                 |
| 2005年1月19日  | 怪物くん 全曲集                                                  | 怪物くん（野沢雅子）                      | 「怪物くんマーチ」 「新・怪物くん音頭」 「怪物サンバ」                          | テレビアニメ『怪物くん』関連曲                           |
| 2005年4月27日  | いなかっぺ大将ヒットアルバム 〜わしはいなかっぺ大将だス〜        | 風大左衛門（野沢雅子）                    | 「大ちゃん大好きソング」 「だスだス小唄」 「大ちゃんの応援歌」 「大ちゃん便り」 | テレビアニメ『いなかっぺ大将』関連曲                     |
| 2008年5月9日   | こども盆踊り ベスト                                              | ドラえもん（野沢雅子）                    | 「ドラえもん音頭」                                                              | テレビアニメ『ドラえもん』関連曲                         |
| 2012年12月19日 | ROCKMAN HOLIC                                                    | カットマン（野沢雅子）                    | 「カットマンブルース」                                                          | 『ロックマン』シリーズアレンジアルバム                   |

### その他参加楽曲
| 発売日         | 商品名               | 歌         | 楽曲                              | 備考             |
| -------------- | -------------------- | ---------- | --------------------------------- | ---------------- |
| 1997年12月17日 | 真冬の流れ星         | WITH YOU   | 「真冬の流れ星」 「みどりのほし」 |                  |
| 2015年11月21日 | MIRACLE MYSTERY TOUR | イヤホンズ | 「overture」                      | 冒頭ナレーション |

## 著書
- 『ボクは、声優。』（オプトコミュニケーションズ、1995年）
- 『声優界一刀両断!悟空とスネ夫の辛口トーク』
肝付兼太、菅野哲夫共著（エニックス、1998年）